# Iclandu Mare
Iclandu Mare – wieś w Rumunii, w okręgu Marusza, w gminie Iclănzel. W 2011 roku liczyła 661 mieszkańców.